# 96 Tauri
96 Tauri är en orange jätte i Oxens stjärnbild.
96 Tau har visuell magnitud +6,11 och befinner sig på ett avstånd av ungefär 1100 ljusår.